# جمال الدين الشافعي
عبد الرحيم بن عمر بن عثمان الباجريقي الشافعي، أقام مدة بالموصل يشتغل ويُفتي، ثم قدم دمشق عام قازان فمات بها، وكان قد أقام بها مدة كذلك، ودرس بالقليجية والدولعية، وناب في الخطابة ودرس بالغزالية نيابة عن الشمس الأيكي، وكان قليل الكلام مجموعا عن الناس، وهو والد الشمس محمد المنسوب إلى الزندقة والانحلال، وله أتباع ينسبون إلى ما ينسب إليه، ويعكفون على ما كان يعكف عليه، وقد حدث جمال الدين المذكور بجامع الأصول عن بعض أصحاب مصنفات ابن الأثير، وله نظم ونثر حسن.

## وفاته
توفي في عام 699هـ.